# 特韋雷格冰川
73°27′S 3°36′W / 73.450°S 3.600°W
特韋雷格冰川是南極洲的冰川，位於東部南極洲的毛德皇后地，處於基爾萬海崖地區，該山峰由挪威的製圖師根據測量和空中照片繪入地圖。